# Hans van Ess
Hans van Ess (* 1962 bei Frankfurt am Main) ist ein deutscher Sinologe und Mongolist. Zu seinen Forschungsschwerpunkten gehören der Konfuzianismus, die chinesische Geschichtsschreibung sowie die Zentralasienkunde mit Bezug auf China und die Mongolei.

## Leben
Als Sohn der Orientalisten Josef van Ess und Marie Luise van Ess (geb. Bremer, 1930–2022) wuchs er in Tübingen auf. Von 1983 bis 1986 studierte er Sinologie, Turkologie und Philosophie an der Universität Hamburg. Es folgte ein Studium an der Fudan-Universität Shanghai von 1986 bis 1988. 1992 wurde er an der Universität Hamburg bei Promotionsbetreuer Prof. Hans Stumpfeldt promoviert.
Von 1992 bis 1995 war Hans van Ess als Länderreferent beim Ostasiatischen Verein Hamburg tätig, bevor er Wissenschaftlicher Assistent am Sinologischen Seminar der Universität Heidelberg wurde. 1998 erfolgte die Habilitation in Hamburg und im selben Jahr folgte er einem Ruf an den Lehrstuhl für Sinologie der Ludwig-Maximilians-Universität München, den zuvor Wolfgang Bauer innegehabt hatte. Er bekleidet an der LMU München seit 2019 das Amt des Vizepräsidenten für Forschung. Von März 2015 bis Februar 2023 war van Ess überdies Präsident der Max Weber Stiftung.
2020 wurde van Ess in die Akademie der Wissenschaften und der Literatur gewählt.
Seine Schwester, Margarete van Ess, ist eine renommierte Archäologin.
Hans van Ess lebt und arbeitet in München.

## Schriften (Auswahl)
- Konfuzius. Gespräche. Neu übersetzt und erläutert von Hans van Ess, München: C.H. Beck 16.03.2023, ISBN 978-3-406-79734-7
- Chinesische Philosophie. Von Konfuzius bis zur Gegenwart, München: C.H. Beck 2021, 128 S.
- Politik und Geschichtsschreibung im alten China: Pan-ma i-tung. Harrassowitz, Wiesbaden 2014, ISBN 978-3-447-10107-3.
- Der Daoismus: Von Laozi bis heute (= Beck'sche Reihe. Band 2721). C.H. Beck, München 2011, ISBN 978-3-406-61218-3.
- Die 101 wichtigsten Fragen: China (= Beck'sche Reihe. Band 1799). 3. Auflage. C.H. Beck, München 2020, ISBN 978-3-406-56808-4.
- Der Konfuzianismus (= Beck'sche Reihe. Band 2306). C.H. Beck, München 2003, ISBN 3-406-48006-3.
- Von Ch'eng I zu Chu Hsi: Die Lehre vom rechten Weg in der Überlieferung der Familie Hu. Harrassowitz, Wiesbaden 2003, ISBN 3-447-04729-1 (Habilitationsschrift).
- als Herausgeber: Wolfgang Bauer: Geschichte der Chinesischen Philosophie. C.H. Beck, München 2001, ISBN 3-406-47157-9.
- Politik und Gelehrsamkeit in der Zeit der Han (202 v. Chr. - 220 n. Chr.): Die Alttext-Neutext-Kontroverse. Harrassowitz, Wiesbaden 1993, ISBN 3-447-03384-3 (Dissertation).

## Belege
1. 1 2 3  Neue Mitglieder in der Akademie der Wissenschaften und der Literatur Mainz, adwmainz.de vom 6. April 2020, abgerufen am 15. Februar 2022

| Personendaten    | Personendaten                    |
| ---------------- | -------------------------------- |
| NAME             | Ess, Hans van                    |
| KURZBESCHREIBUNG | deutscher Sinologe und Mongolist |
| GEBURTSDATUM     | 1962                             |
| GEBURTSORT       | Frankfurt am Main                |